# Hongshan, Luojiang
Hongshan (kinesiska: 虹山) är en socken i sydöstra Kina. Den ligger i stadsdistriktet Luojiang i staden Quanzhou i provinsen Fujian, omkring 110 kilometer sydväst om provinshuvudstaden Fuzhou. Antalet invånare är 4 657. Befolkningen består av 2 413 kvinnor och 2 244 män. Barn under 15 år utgör 21,0 %, vuxna 15-64 år 64 %, och äldre över 65 år 14,0 %.